# إريك شومان (ممثل)
إريك شومان (بالألمانية: Erik Schumann) هو ممثل ألماني، ولد في 15 فبراير 1925 في ألمانيا، وتوفي بنفس المكان في 9 فبراير 2007 بسبب سرطان.

## وصلات خارجية
- إريك شومان على موقع IMDb (الإنجليزية)
- إريك شومان على موقع ألو سيني (الفرنسية)
- إريك شومان على موقع ميوزك برينز (الإنجليزية)
- إريك شومان على موقع أول موفي (الإنجليزية)
- إريك شومان على موقع قاعدة بيانات الأفلام السويدية (السويدية)
- إريك شومان على موقع قاعدة بيانات الأفلام السويدية (السويدية)
- إريك شومان على موقع قاعدة بيانات الفيلم (الإنجليزية)
- إريك شومان على موقع كينوبويسك (الروسية)